# Levasseur PL 11
Le Levasseur PL 11 est un hydravion d’observation, développé par Pierre Levasseur dans les années 1930.

## Développement
Après le PL 10, Levasseur propose une nouvelle version améliorée, le PL 11. Cet avion reçoit alors un nouveau fuselage avec une meilleure aérodynamique, une structure renforcée par l’insertion d’éléments métalliques et un cockpit agrandi permettant d’accueillir un troisième membre d’équipage.
L’avion était propulsé par un moteur Gnome & Rhône 9Ady, moteur en étoile de 9 cylindre pouvant développer 420 chevaux, moins puissant que le moteur Hispano-Suiza du PL 10 qui faisait 600 chevaux,.

## Utilisation
L’avion est présenté au salon de l’aviation de Paris en 1930, avant même d’avoir été testé en vol, et c’est seulement l’année suivante que l’appareil effectuera ses premiers essais. Malheureusement, la puissance réduite nuira considérablement aux performances de vol, et le projet sera très vite abandonné.